# Horrall Glacier
Horrall Glacier är en glaciär i Antarktis. Den ligger i Västantarktis. Inget land gör anspråk på området. Horrall Glacier ligger 219 meter över havet.
Terrängen runt Horrall Glacier är varierad.  Trakten är obefolkad. Det finns inga samhällen i närheten.